# 對話香港
《對話香港》是海南衛視製作的每週電視訪談節目，由鳳凰衛視評論員何亮亮擔任各期嘉賓，旅遊衛視主持人－王錚主持，節目每期邀請嘉賓進行訪談，節目內容圍繞香港自由港和海南自貿區。節目每週六在海南衛視晚間黃金時段7:35分播出，於2019年5月4日首播，於2019年7月27日播放完畢。節目邀請各期嘉賓包括梁振英、陳家強、蘇錦樑、王振民和曾鈺成進行訪談。

## 節目
該節目將着重於海南自由貿易港的建設過程，思考發展自由貿易區和自由貿易港所需的核心要素和條件，以及哪些經驗可以從香港自由港的發展中吸收，談論海南自貿區和自貿港建設的新路徑。

## 播放
2019年5月4日，節目每週六在海南衛視晚間黃金時段7:35分播出，於2019年7月27日播放完畢，合共播放13集。
2019年5月4日，旅遊網視開始同步播放《對話香港》，於2019年7月20日播放完畢，合共播放12集。
2019年6月25日，ATV 亞視數碼媒體在其Facebook專頁上宣佈共12集的《對話香港》，首6集已上架至亞洲電視網站。

## 各集列表
| #                    | 標題              | 節目圍繞內容           | 首播日期       |
| -------------------- | ----------------- | ---------------------- | -------------- |
| 1                    | 对标香港 前瞻海南 | 香港自由港和海南自貿區 | 2019年05月04日 |
| 嘉賓：梁振英、何亮亮 |                   |                        |                |
| 2                    | 金融中心 成熟完善 | 香港国际金融中心       | 2019年05月11日 |
| 嘉賓：陳家強、何亮亮 |                   |                        |                |
| 3                    | 贸易中心 低税政策 | 香港貿易               | 2019年05月18日 |
| 嘉賓：蘇錦樑、何亮亮 |                   |                        |                |
| 4                    | 航运中心 专业服务 | 香港航運業             | 2019年05月25日 |
| 嘉賓：張炳良、何亮亮 |                   |                        |                |
| 5                    | 区域合作 互利共赢 | 粵港澳大灣區、東盟     | 2019年06月01日 |
| 嘉賓：梁振英、何亮亮 |                   |                        |                |

## 外部連結
- YouTube上的影片 （页面存档备份，存于）